# 푸른 연꽃
푸른 연꽃(프랑스어: Le Lotus bleu)은 벨기에 만화가 에르제의 만화 시리즈인 땡땡의 모험의 다섯 번째 권이다. 보수적인 벨기에 신문인 르 뱅티엠 시에클(Le Vingtième Siècle)의 아동용 보충판 르 쁘띠 뱅티엠(Le Petit Vingtième)에 의뢰하여 1934년 8월부터 1935년 10월까지 매주 연재된 후 1936년 카스테르만에 의해 전집으로 출판되었다. 전작 '파라오의 시가'의 줄거리에 이어서, 1931년 일본의 침공 중에 중국으로 초대받은 젊은 벨기에 기자 탱탱과 그의 개 스노이의 음모를 폭로하는 이야기이다. 일본인이 마약 밀수 조직을 감시하고 적발한다.

## 같이 보기
- 르 몽드가 선정한 세기의 도서 100권